# Otto Malmberg
Otto Malmberg (4 de noviembre de 1883 - 26 de febrero de 1971) fue un actor teatral y cinematográfico de nacionalidad sueca.

## Biografía
Su nombre completo era Otto Fredrik Malmberg, y nació en Estocolmo, Suecia. 
Malmberg debutó sobre los escenarios en el año 1908. 
Casado entre 1909 y 1943 con la actriz Hildur Malmberg, el intérprete falleció en la residencia de actores Höstsol, en el Municipio de Täby, en 1971. Fue enterrado en el Cementerio Norra begravningsplatsen de Estocolmo.

## Filmografía (selección)
- 1963 : Protest
- 1954 : Taxi 13
- 1946 : Hotell Kåkbrinken
- 1945 : Rattens musketörer
- 1939 : Kadettkamrater
- 1938 : Blixt och dunder
- 1938 : Karriär
- 1937 : Kadettkamrater
- 1937 : Ryska snuvan
- 1937 : Familjen Andersson
- 1937 : En flicka kommer till sta'n
- 1936 : På Solsidan
- 1935 : Grabbarna i 57:an
- 1930 : Ulla, min Ulla
- 1929 : Säg det i toner
- 1927 : Spökbaronen
- 1926 : Fänrik Ståls sägner-del I
- 1924 : När millionerna rulla
- 1923 : Andersson, Pettersson och Lundström
- 1919 : Dunungen
- 1915 : Madame de Thèbes

## Teatro

### Actor
- 1923 : Sten Stensson Stéen från Eslöf, de John Wigforss, dirección de Elis Ellis, Blancheteatern[2]
- 1924 : Portiern på Maxim, de Charles-Anatole Le Querrec, Gustave Quinson y Henri Geroule, dirección de Ernst Eklund, Blancheteatern[3]
- 1924 : Fördraget i Auteuil, de Louis Verneuil, dirección de Einar Fröberg, Blancheteatern[4]
- 1925 : Portiern på Maxim, de Charles-Anatole Le Querrec, Gustave Quinson y Henri Geroule, dirección de Ernst Eklund, Blancheteatern
- 1926 : Kassabrist, de Vilhelm Moberg, dirección de Erik Berglund, Blancheteatern[5]
- 1928 : Domprosten Bomander, de Mikael Lybeck, dirección de Harry Roeck-Hansen, Blancheteatern[6]
- 1928 : Hoppla, vi lever!, de Ernst Toller, dirección de Per Lindberg, Dramaten
- 1928 : Mary Dugans process, de Bayard Veiller, dirección de Harry Roeck-Hansen, Blancheteatern[7]
- 1929 : Vid 37de gatan, de Elmer Rice, dirección de Svend Gade, Teatro Oscar[8]
- 1930 : Pengar på gatan, de Rudolf Bernauer y Rudolf Oesterreicher, dirección de Harry Roeck-Hansen, Blancheteatern[9]
- 1931 : Dunungen, de Selma Lagerlöf, dirección de Gustaf Linden, Skansens friluftsteater[10]
- 1934 : Treklang, de Helge Krog, dirección de Per Lindberg, Blancheteatern[11]
- 1934 : Pettersson – Sverge, de Oscar Rydqvist, dirección de Sigurd Wallén, Vanadislundens friluftsteater[12]
- 1935 : Processen Bennet, de Edward Wooll, dirección de Harry Roeck-Hansen, Blancheteatern[13]
- 1936 : En dotter av Kina, de Hsiung Shih-i, dirección de Johan Falck, Blancheteatern[14]
- 1937 : Kunglighet, de Robert E. Sherwood, dirección de Harry Roeck-Hansen, Blancheteatern[15]
- 1937 : Hans första premiär, de Svend Rindom, dirección de Harry Roeck-Hansen, Blancheteatern[16]
- 1939 : Nederlaget, de Nordahl Grieg, dirección de Svend Gade, Dramaten
- 1940 : La fierecilla domada, de William Shakespeare, dirección de Sandro Malmquist, Teatro Oscar[17]/y gira
- 1945 : Det blåser en vind, de Lillian Hellman, dirección de Harry Roeck-Hansen, Blancheteatern[18]
- 1954 : Söderkåkar, de Gideon Wahlberg, dirección de Gösta Jonsson, Vanadislundens friluftsteater[19]
- 1959 : Femton snören guld, de Zhu Sucheng, dirección de Ellen Bergman, Uppsala-Gävle Stadsteater[20]

### Director
- 1919 : Mannen utan minne, de B. Decker y Robert Pohl, Folkan[21]